# Vaalserberg
Il Vaalserberg (in limburghese: Vaolserberg o Volserberg, in francese: mont de Vaals, in italiano: monte di Vaals) è una collina ed è il punto più a sud e più elevato dei Paesi Bassi continentali.
È il punto dove si incontrano i confini di Germania, Belgio e Paesi Bassi; inoltre tra il 1815 e il 1919 vi si incontrava il confine del Moresnet.
Il Vaalserberg si trova a pochi chilometri da Vaals (NL), da Aquisgrana (D) e da Kelmis (B).

## La triplice frontiera
La triplice frontiera sul Vaalserberg viene chiamato Drielandenpunt ("Punto di confine fra tre paesi") in olandese, Dreiländereck ("Angolo dei tre confini") in tedesco, Trois Frontières ("Tre confini") in francese. Il governo belga ha costruito una torre (Torre Baldovina).

## Galleria d'immagini

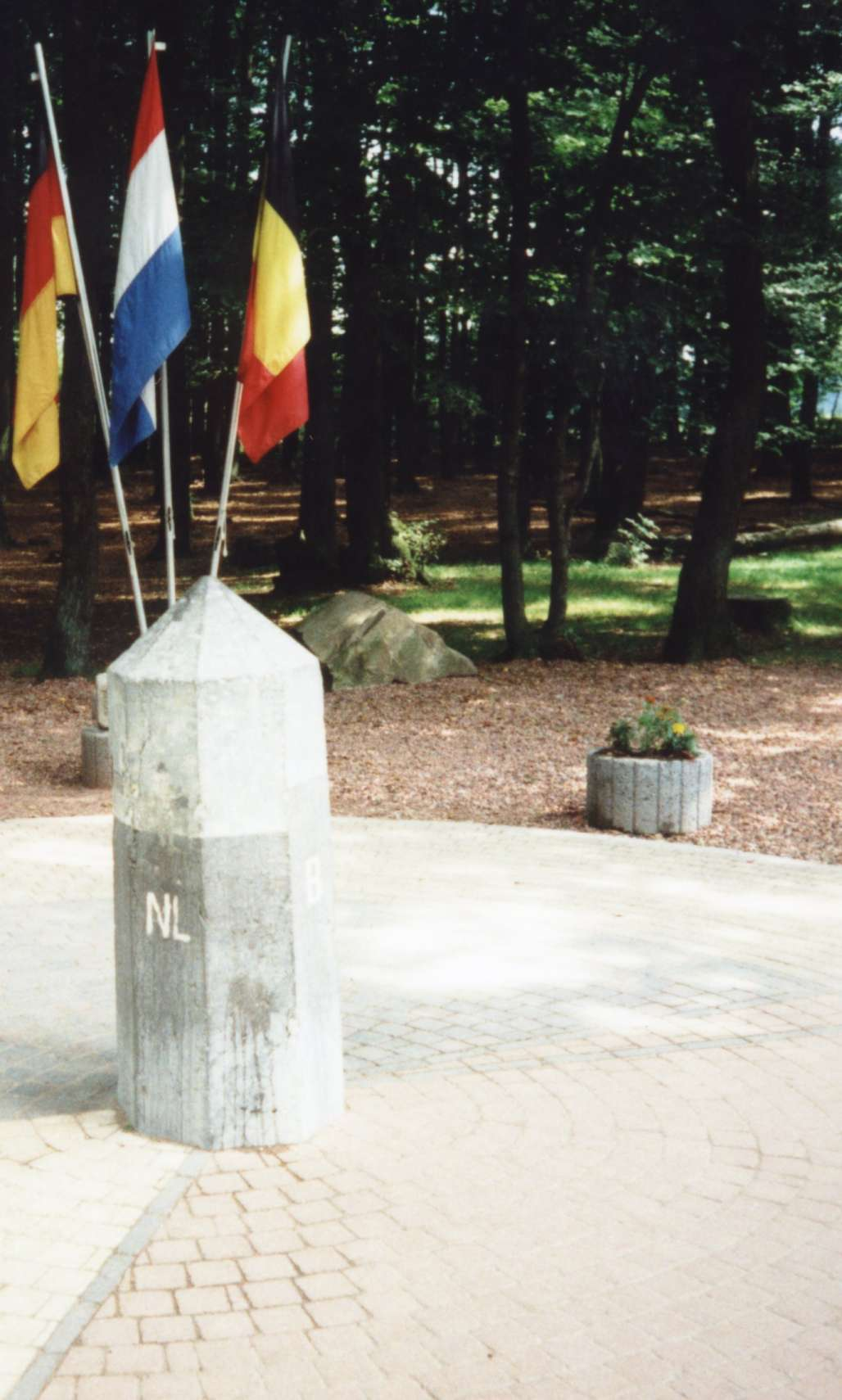
Il punto di incontro tra Paesi Bassi, Belgio e Germania
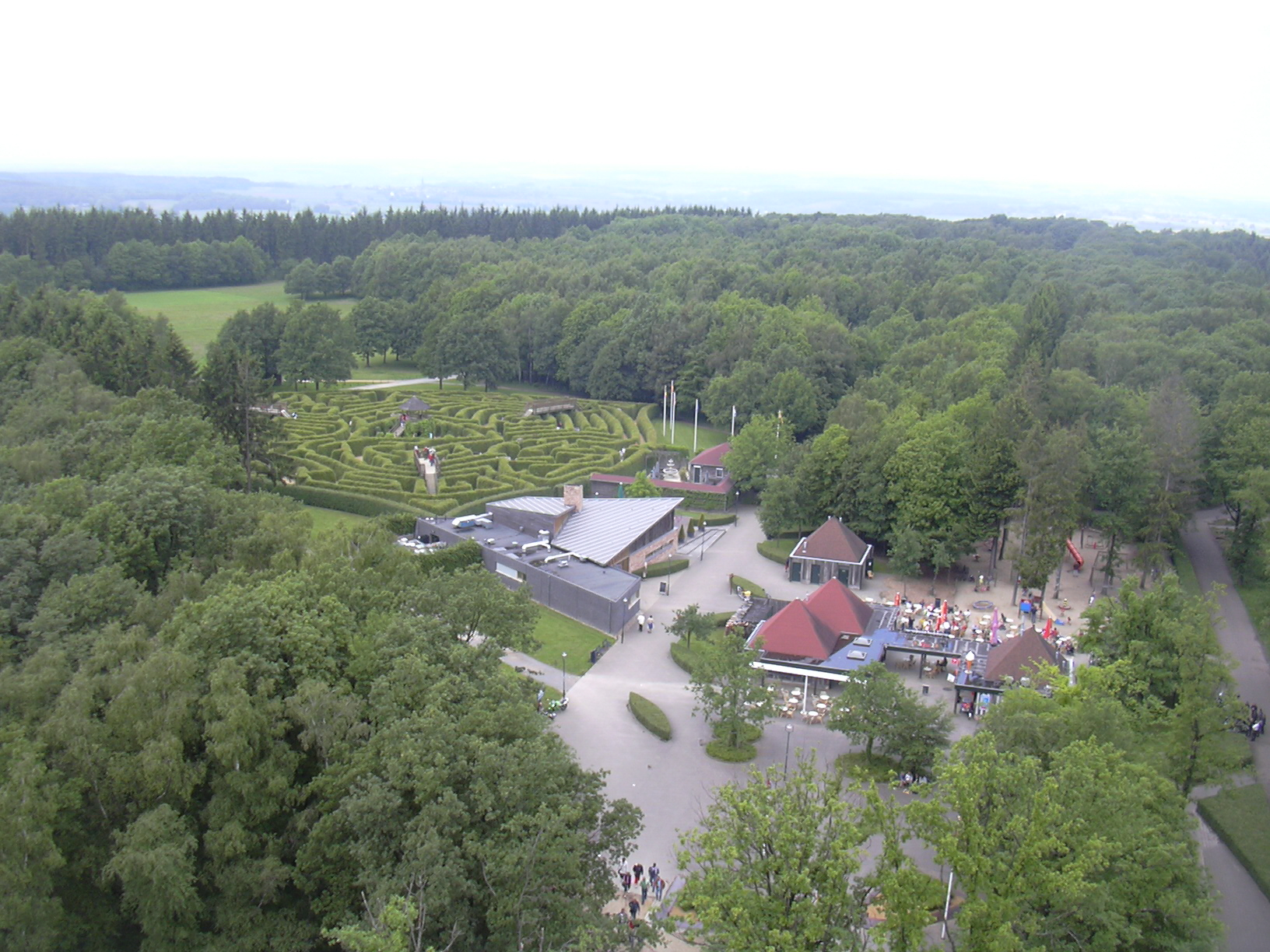
Il labirinto e la zona intorno alla sommità del Vaalserberg
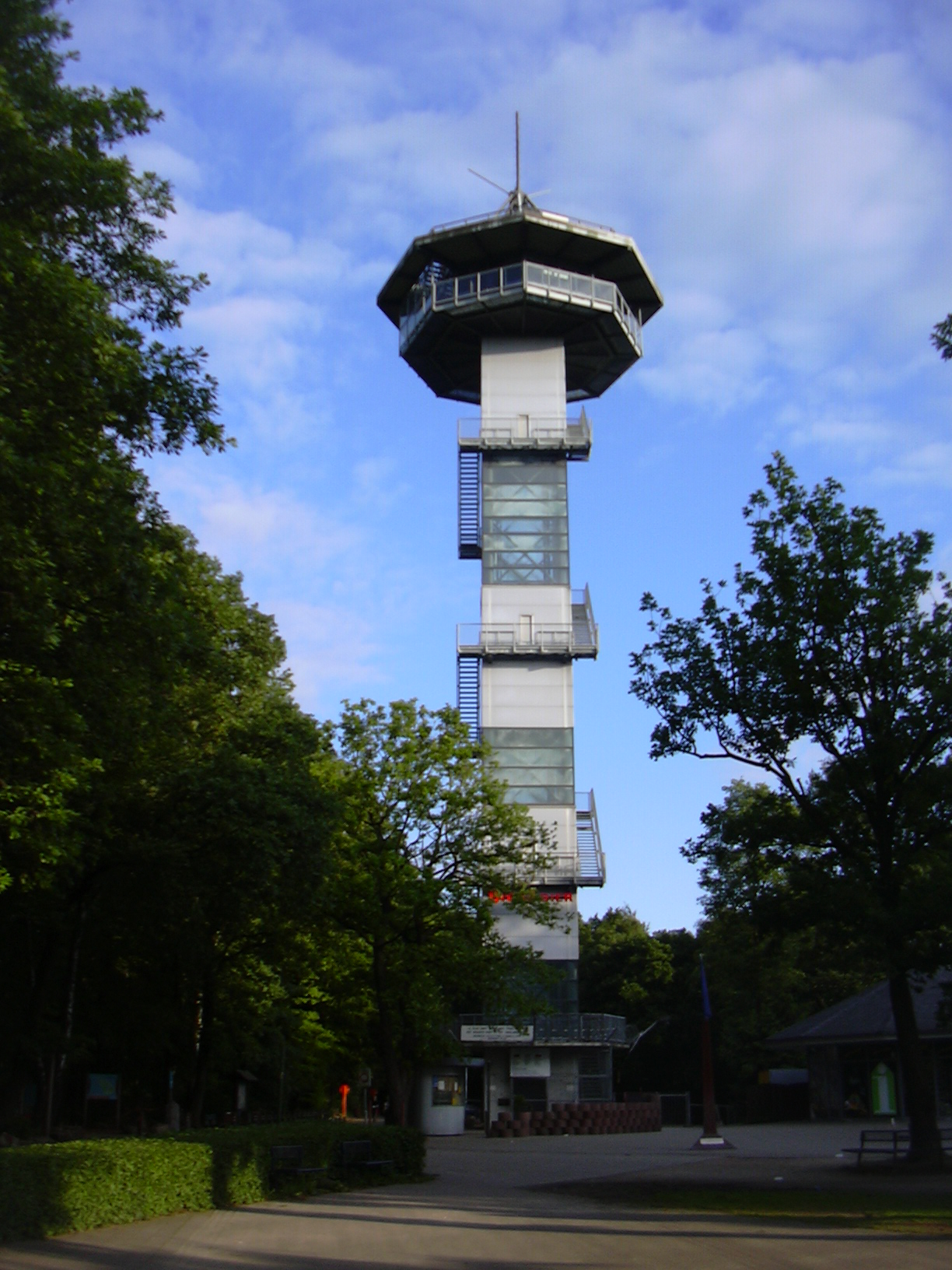
La Torre Baldovina
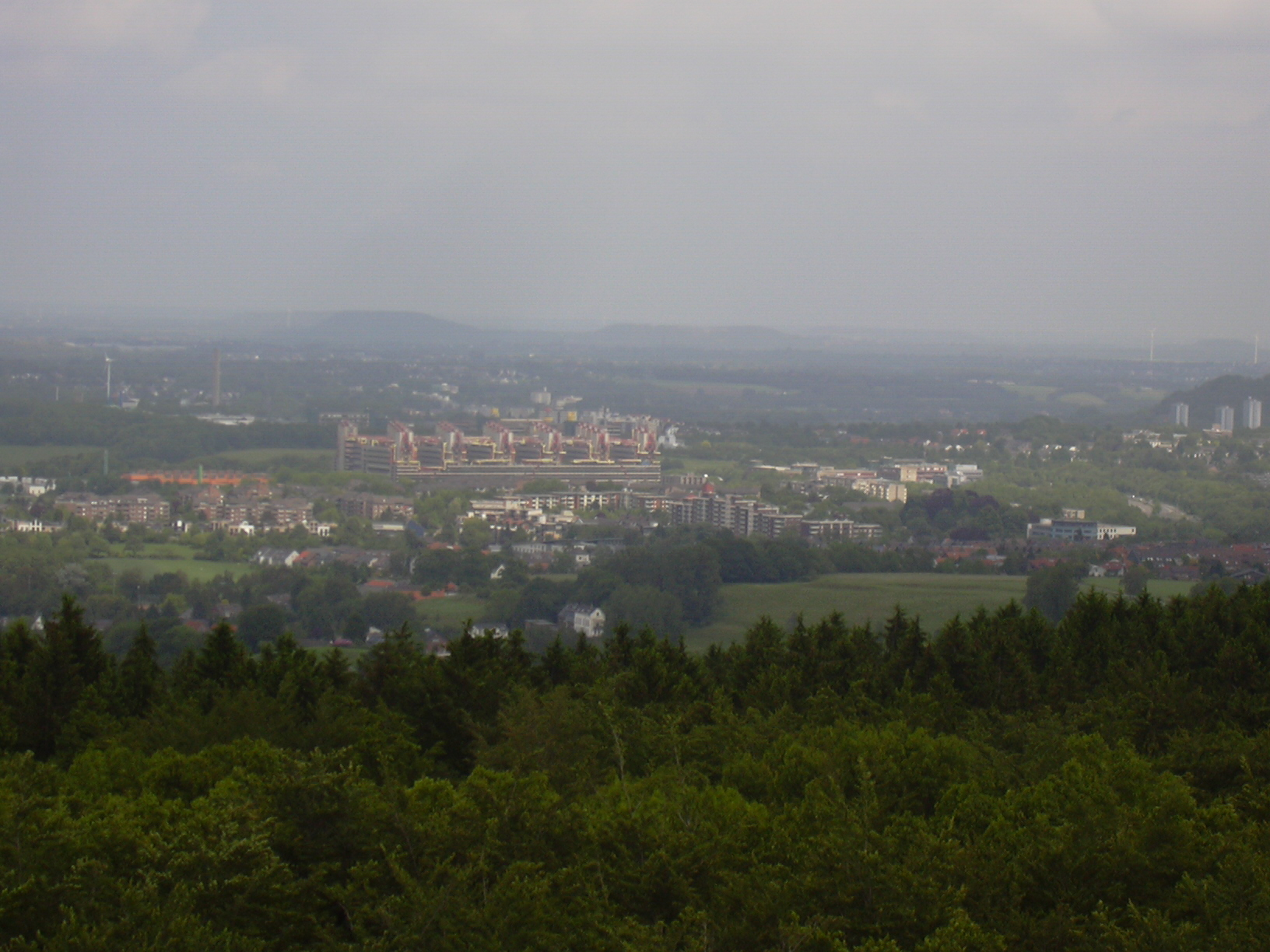
Vista di Aquisgrana dal Vaalserberg

## Collegamenti esterni

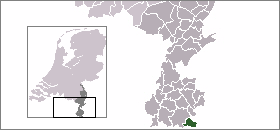
Il Vaalserberg rispetto al resto dei Paesi Bassi